# Julio Casas Regueiro
El general de Cuerpo de Ejército Julio Casas Regueiro (Mayarí Arriba, Cuba, 16 de febrero de 1936 - La Habana, Cuba, 3 de septiembre de 2011) fue un militar cubano, miembro del Buró Político del Partido Comunista de Cuba. Sirvió en el Movimiento 26 de Julio durante la Revolución Cubana. El general Casas Regueiro fue el primer viceministro de las Fuerzas Armadas Revolucionarias de Cuba, convirtiéndose rápidamente en el segundo hombre en importancia luego de Raúl Castro. A Casas Regueiro le tocó conducir, al igual que a otros mandos, soldados cubanos en Etiopía.

## Actividad revolucionaria
Nació en Bombí, Mayarí Arriba, el 16 de febrero de 1936. Cursó sus estudios en la Escuela Profesional de Comercio de Santiago de Cuba. Se unió al movimiento revolucionario a partir del Golpe de Estado en Cuba de 1952, siendo detenido en dos ocasiones.
En junio de 1957 abandonó su trabajo como contador privado en un banco de Santiago de Cuba a causa de la persecución que sufría por parte de las fuerzas de Fulgencio Batista, regresando a la finca de sus padres, donde conoció a integrantes del Movimiento 26 de Julio y colaboró con el desarrollo de sus actividades.

## Militar
Con la creación del Segundo Frente Oriental “Frank País” en marzo de 1958, se incorpora a las filas del Comandante Raúl Castro. Posteriormente, pasó a la Columna N.º 6 por haberse creado la misma, participando en múltiples combates y en la toma de la ciudad de Guantánamo el 1 de enero de 1959.
Con el triunfo de la Revolución cubana comandó la Jefatura de la Policía Nacional Revolucionaria, con cuyos efectivos participó en la defensa de Playa Girón.
Desde 1961 ocupó diversos cargos logísticos en las Fuerzas Armadas Revolucionarias. Fue promovido en 1969 a Viceministro. Cursó estudios en diversas escuelas militares, incluyendo la Academia del Estado Mayor General de la URSS “Voroshilov”. Desempeñó los cargos de Jefe del Ejército Oriental, Jefe de las Tropas de la Defensa Antiaérea y Fuerza Aérea Revolucionaria, Substituto del Ministro para la actividad económica, Viceministro Primero y desde febrero de 2008 hasta su muerte en 2011 Ministro de las Fuerzas Armadas Revolucionarias. Combatió en la Guerra de Ogaden luchando por Etiopía como Substituto del Jefe de la Misión Militar (General de División Arnaldo Ochoa).
Recibió diversas condecoraciones nacionales e internacionales, entre los que destacan el título de Héroe de la República de Cuba y la Orden Playa Girón que le fue concedida el 16 de abril de 2001, en ocasión del 40 aniversario de la Victoria de Playa Girón.

## Política
Fue fundador del Partido Comunista de Cuba y delegado y miembro del Comité Central desde el Primer Congreso hasta su fallecimiento. En el IV Congreso fue elegido miembro del Buró Político, condición ratificada por el V y el VI congresos. Desde 1981 fue Diputado a la Asamblea Nacional del Poder Popular de Cuba, miembro del Consejo de Estado desde 1986 y en el año 2008 fue elegido Vicepresidente del Consejo de Estado.

## Muerte
El general Julio Casas Regueiro falleció en La Habana, Cuba, el 3 de septiembre de 2011 como consecuencia de un paro cardiorrespiratorio. Sus restos mortales fueron cremados y se depositaron en la Sala Granma del MINFAR hasta su traslado al Mausoleo del II Frente Oriental Frank País, donde recibió los honores militares correspondientes. El lunes 5 de septiembre, entre las 8 a. m. y las 8 p. m. fue decretado Duelo Oficial.

## Inhumación de los restos mortales
Poco antes de las 8:30 a. m. del sábado 5 de noviembre, inició la ceremonia de inhumación de sus restos mortales. Allí esperó el General de Ejército Raúl Castro Ruz a los familiares que traían consigo la urna con las cenizas del General de Cuerpo de Ejército.
Los generales de Cuerpo de Ejército Abelardo Colomé Ibarra, ministro del Interior, Leopoldo Cintra Frías, Álvaro López Miera y Joaquín Quintas Solá, viceministro de las Fuerzas Armadas Revolucionarias realizaron la última guardia de honor
Habitantes del II Frente, integrantes de las Fuerzas Armadas Revolucionarias, dirigentes del Partido y el Gobierno en la provincia y el municipio, llegaron hasta aquí para, en nombre del pueblo cubano, despedir a Julio Casas, fallecido el pasado 3 de septiembre. 

### Palabras de su hijo
"Solo había que mirarle a los ojos para comprender lo que estaba sintiendo. Con él no había frases hechas, ni simulaciones, tampoco era necesario que nos dijera te quiero pues siempre supo demostrarlo. Muchas veces me pregunté de dónde sacaba tiempo entre tanto trabajo cotidiano para estar al tanto hasta de nuestros más pequeños detalles, para buscar el mejor momento en el que pudiéramos estar todos juntos".